# 21933 Aaronrozon
21933 Aaronrozon este un asteroid din centura principală de asteroizi.

## Descriere
21933 Aaronrozon este un asteroid din centura principală de asteroizi. A fost descoperit pe 4 noiembrie 1999 la Socorro, New Mexico, în cadrul proiectului LINEAR. Asteroidul prezintă o orbită caracterizată de o semiaxă mare de 2,93 ua, o excentricitate de 0,06 și o înclinație de 2,8° în raport cu ecliptica.